# Ørholm Station
Ørholm Station er en jernbanestation i Ørholm. Den er krydsningsstation på Nærumbanen mellem Jægersborg og Nærum.

## Galleri
- Wikimedia Commons har flere filer relateret til Ørholm Station

- Stationen med sideliggende perroner.
- Tidligere perron ved viadukten for Ørholmvej.
- Regiosprinter passerer den tidligere perron.
- Adgang fra Nymøllevej.